# Parlamentswahl in der Türkei 1987
- SHP: 99
- ANAP: 292
- DYP: 59

Die Wahl zur 18. Großen Nationalversammlung der Türkei fand am 29. November 1987 statt. Gewählt wurden die 450 Abgeordneten des nationalen Parlaments. Es handelte sich um die zweite demokratische Wahl nach dem Militärputsch 1980.
Bei dieser Wahl konnten Politiker wie Necmettin Erbakan oder Bülent Ecevit und Süleyman Demirel, welche 1980 vom Militär mit Politikverbot belegt worden waren, erstmals wieder zur Wahl antreten. Ecevit trat als Vorsitzender der Demokratischen Linkspartei (DSP) und Demirel als Vorsitzender der Partei des Rechten Weges (DYP) an, weil die ehemaligen Volksparteien „Republikanische Volkspartei“ (CHP) und „Gerechtigkeitspartei“ (AP), deren Vorsitzende sie jeweils gewesen waren, seit 1980 verboten waren.

## Teilnehmende Parteien

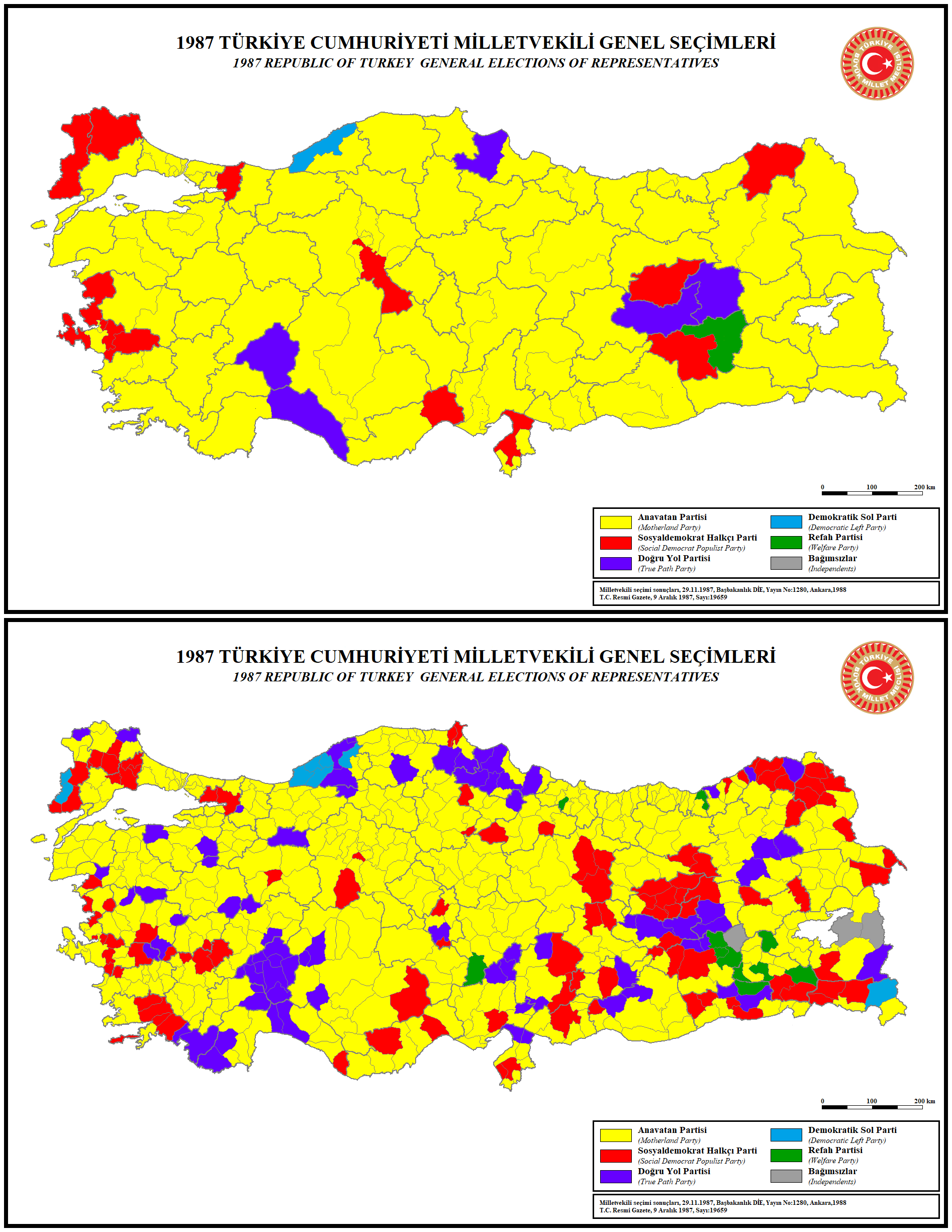

Zur Wahl traten sieben Parteien an:
| Logo | Logo | Partei                                         | Ausrichtung                  |
| ---- | ---- | ---------------------------------------------- | ---------------------------- |
|      |      | Mutterlandspartei (ANAP)                       | liberal-konservativ          |
|      |      | Sozialdemokratische Populistische Partei (SHP) | sozialdemokratisch           |
|      |      | Partei des Rechten Weges (DYP)                 | konservativ                  |
|      |      | Demokratische Linkspartei (DSP)                | sozialdemokratisch           |
|      |      | Wohlfahrtspartei (RP)                          | islamistisch                 |
|      |      | Partei der Nationalistischen Arbeit (MÇP)      | nationalistisch              |
|      |      | Reformistische Partei der Demokratie (IDP)     | nationalistisch, konservativ |

## Ergebnis
| Partei                                           | Partei                                         | Stimmen    | Stimmen | Stimmen | Sitze  | Sitze |
| Partei                                           | Partei                                         | Anzahl     | %       | +/−     | Anzahl | +/−   |
| ------------------------------------------------ | ---------------------------------------------- | ---------- | ------- | ------- | ------ | ----- |
|                                                  | Mutterlandspartei (ANAP)                       | 8.704.335  | 36,31   | −8,83   | 292    | +81   |
|                                                  | Sozialdemokratische Populistische Partei (SHP) | 5.931.000  | 24,74   | −5,73   | 99     | −18   |
|                                                  | Partei des Rechten Weges (DYP)                 | 4.587.062  | 19,14   | Neu     | 59     | Neu   |
|                                                  | Demokratische Linkspartei (DSP)                | 2.044.576  | 8,53    | Neu     | 0      | Neu   |
|                                                  | Wohlfahrtspartei (RP)                          | 1.717.425  | 7,16    | Neu     | 0      | Neu   |
|                                                  | Partei der Nationalistischen Arbeit (MÇP)      | 701.538    | 2,93    | Neu     | 0      | Neu   |
|                                                  | Reformistische Partei der Demokratie (IDP)     | 196.272    | 0,82    | Neu     | 0      | Neu   |
|                                                  | Unabhängige                                    | 89.303     | 0,37    | −0,76   | 0      | ±0    |
| Gesamt                                           | Gesamt                                         | 23.971.629 | 100,00  |         | 450    | +51   |
| Gültige Stimmen                                  | Gültige Stimmen                                | 23.971.629 | 97,43   | +2,34   |        |       |
| Ungültige Stimmen                                | Ungültige Stimmen                              | 631.912    | 2,57    | −2,34   |        |       |
| Wahlbeteiligung                                  | Wahlbeteiligung                                | 24.603.541 | 93,28   | +1,01   |        |       |
| Nichtwähler                                      | Nichtwähler                                    | 1.773.412  | 6,72    | −1,01   |        |       |
| Registrierte Wähler                              | Registrierte Wähler                            | 26.376.953 |         |         |        |       |
| Quelle: Türkisches Statistisches Institut (TÜİK) |                                                |            |         |         |        |       |